# 니커보커 신탁회사

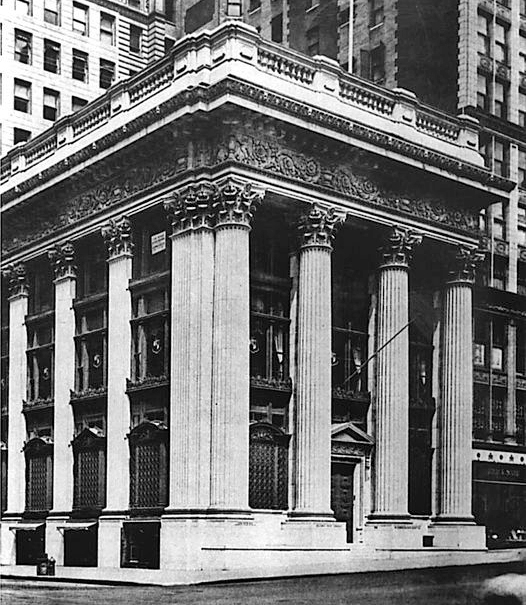
니커보커 신탁 회사의 본부, 1905년 촬영

니커보커 신탁회사(Knickerbocker Trust Company)는 미국 뉴욕에 기반을 둔 미국의 은행이었다. 한때는 미국에서 가장 규모가 큰 은행 중 하나였지만, 1907년 공황을 일으키는데 가장 핵심적인 역할을 한 금융기관이었다.

## 역사
1884년 금융가 J. P. 모건의 친구였던 프레드릭 G. 엘드릿지가 이 은행 인가를 받았다. 신탁 회사로서 그 주요 업무는 개인과 기업 그리고 자산을 위해 고객에서 서비스를 하는 것이었다. 엘드릿지는 창업자 회장이었고, 그는 1890년대 부회장이었던 찰스 트레이시 바니와 함께 로버트 맥클레이로부터 승계를 받았다. 1897년 맥클레이가 은퇴를 하자, 바니가 회장으로 선출되었다. 뉴욕 시티 은행은 맥킴 메드 앤 화이트가 설계했고, 1902년에서 1904년 사이에 34번 가와 5 애비뉴의 코너에 시공을 한 로마 양식의 사원 건축물에 입주를 했다. 스탠퍼드 화이트의 설계는 9층의 공간을 추가할 수 있도록 했지만, 이것은 실현되지 못했다. 또한 60 브로드웨이에, 할렘에, 브롱크스에 지점을 두었다.

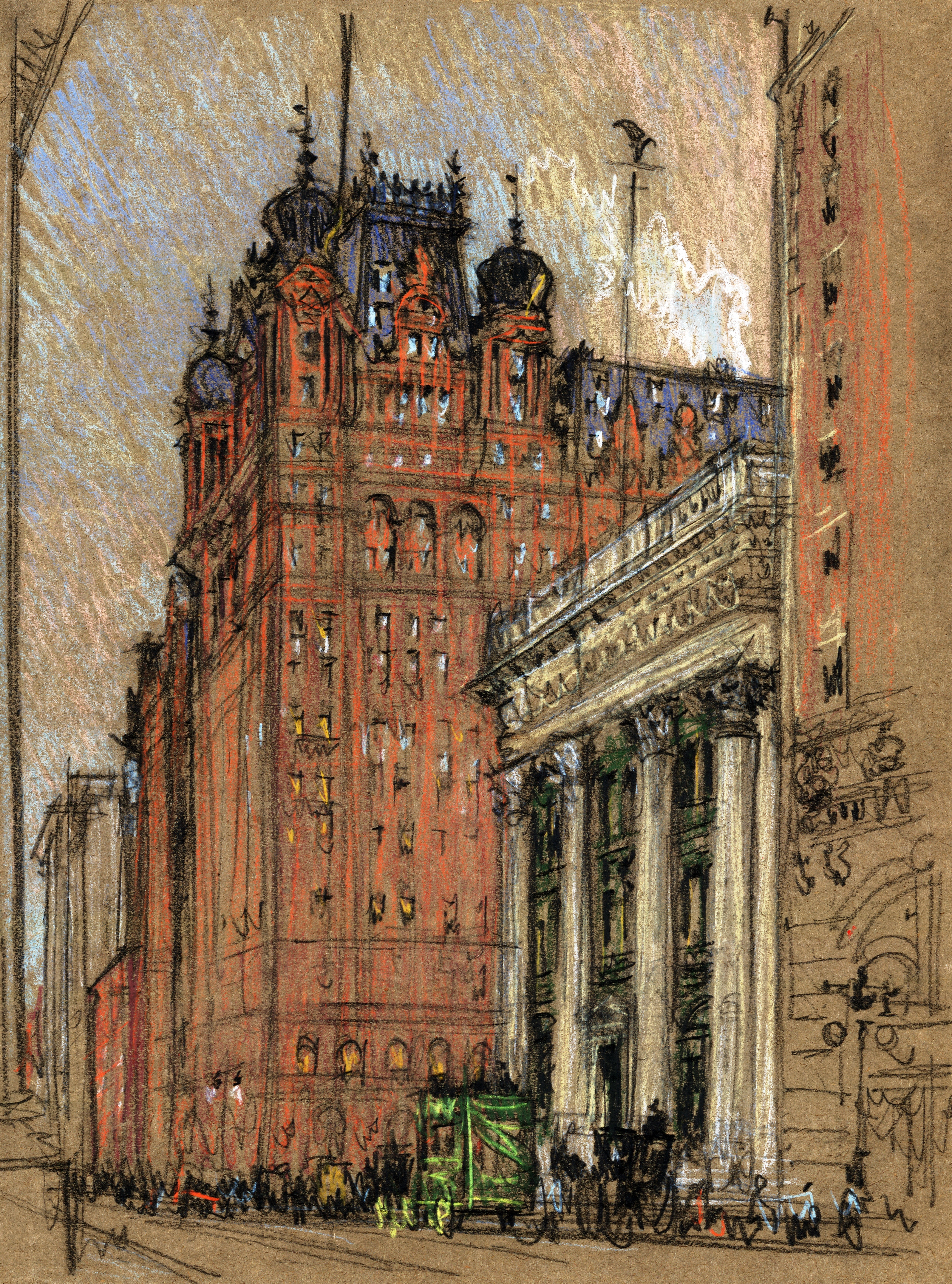
니커보커 신탁회사와 월도프 애스토리아 호텔, 갈색 용지 위에 목탄과 파스텔로 조셉 페넬이 1904–1908년경 그린 그림

1907년, 그들의 기금은 당시의 회장이었던 찰스 T. 바니의 주도로 사재기에 의한 구리 값을 올리려는 계획 하에 운용되고 있었다. 이 도박은 연관되지 조직의 적대적 인수를 멈추기 위한 구리에서 수백만 달러의 시장 투매로 인해 실패로 돌아갔다. 이것이 공론화되었고, 1907년 10월 21일 내셔널 상업 은행이 니커보커 신탁회사의 수표는 더 이상 받을 수 없다고 발표함으로써 자금을 회수하려는 고객들의 뱅크런을 야기시켰다. 찰스 바니는 은행에 대한 금융 지원을 위해 J. P. 모건과의 면담을 요구했지만, 거절당했다. 직후, 그는 1907년 11월 14일 총기 자살을 했다.
이 사건으로 야기된 1907년 공황은 1906년 1월부터 1907년 11월까지 다우 존스 산업 평균 지수가 48%가 빠질 정도로 주식시장에서 경기가 지속적으로 악화되었다. 은행의 위기는 또한 의회가 1903년에 연방준비제도를 만들 수밖에 없는 잇닿은 불행으로 이어졌다.
회사는 영업 정지가 끝난 몇 주 후에 다시 문을 열었으며, 모든 예금을 이자와 함께 지불했다. 1912년, 그 회사의 자산은 컬럼비아 신탁회사가 취득하여 컬럼비아-니커보커 신탁회사가 되었다. 이 법인 다시 1923년 어빙 신탁회사에 인수되었으며, 그것도 차례로 1989년 뉴욕 은행에 인수되었다.
이 건축물은 1921년 10층으로 확장되었고, 옆면은 1958년 특색있는 벽기둥을 덮어서 완전히 재설계되었다. 이것은 지금도 남아 있으며, 원형은 거의 알아보기 힘들다.

## 참고
- John Steele Gordon. (1999), The Great Game: The Emergence of Wall Street as a World Power: 1653–2000.
- Edward Ten Broeck Perine. (1916), The Story of the Trust Companies.